# 恩维德亚里萨
恩维德亚里萨，是西班牙阿拉贡自治区萨拉戈萨省的一个市镇。 总面积41平方公里，总人口70人（2001年），人口密度2人/平方公里。